# Ampulex carinifrons
Ampulex carinifrons är en  stekelart som beskrevs av Cameron 1903. Ampulex carinifrons ingår i släktet Ampulex och familjen Ampulicidae. Inga underarter finns listade i Catalogue of Life.